# Pfaffenrieth
Pfaffenrieth ist ein Gemeindeteil des Marktes Moosbach im Oberpfälzer Landkreis Neustadt an der Waldnaab, Bayern.

## Geographische Lage
der Weiler Pfaffenrieth liegt etwa 1,5 km östlich von Etzgersrieth auf einer über 600 m hohen Hochfläche.
Diese Hochfläche senkt sich im Westen zum Uchabach, im Norden zur Pfreimd und im Osten zum Tröbesbach.
Im Süden steigt sie zum 771 m hohen Ameisenberg an.

## Geschichte
Pfaffenrieth gehörte zusammen mit Uchamühle im 14. Jahrhundert zu Etzgersrieth.
Im 15. Jahrhundert verödete es und wurde später wieder aufgebaut.
Zum Stichtag 23. März 1913 (Osterfest) wurde Pfaffenrieth als Teil der exponierten Kooperatur Etzgersrieth mit vier Häusern und 23 Einwohnern aufgeführt.
Am 31. Dezember 1990 hatte Pfaffenrieth 11 Einwohner und gehörte zur Expositur Etzgersrieth.